# ألبرتو فيليسي دي توني
ألبرتو فيليسي دي توني هو عميد ومهندس وسياسي إيطالي، ولد في 27 يونيو 1955 في كورتارولو في إيطاليا.